# Chłopaki ze Wschodu
Chłopaki ze Wschodu (ang. Eastern Boys) – francuski dramat z 2013 roku w reżyserii Robina Campillo. Zdjęcia kręcono w Paryżu.
Film zdobył nagrodę główną w sekcji "Horyzonty" na 70. MFF w Wenecji.

## Obsada
- Olivier Rabourdin jako Daniel
- Kirill Emelyanov jako Marek
- Daniil Vorobyov jako szef Danil Vorobyev
- Edéa Darcque jako Chelsea
- Camila Chakirova jako Camila
- Beka Markozashvili jako młody Marek
- Bislan Yakhiaev jako Bislan
- Mohamed Doukouzov jako Mohamed
- Aitor Bourgade jako Guillaume

i inni.

## Nagrody
- Krakowska Nagroda Filmowa – Off Plus Camera 2014